# Echo Ranger
Echo Ranger est un véhicule sous-marin autonome (AUV) construit par Boeing.
Il a été conçu à la fin du XXe siècle et construit en 2001 pour récolter des images sonar de haute résolution du fond marin pour le compte de compagnies pétrolières et gazières, telles que Exxon Mobil Corporation. Il a également été l'objet d'essais pour d'éventuelles utilisations militaires : patrouillage et exploration d'eaux et fonds en zone ennemie, veille portuaire à fin de détection d'éventuelles menaces de sécurité nationale. Il peut aussi être utilisé pour l'exploration du plancher océanique et la détection des dangers environnementaux : volcans sous-marins, zones de risque d'effondrement susceptible de produire un tsunami, etc.
Il a fait suite durant dix ans à l’Echo Seeker avant d'être remplacé par l’Echo Voyager, plus grand et plus autonome.

## Caractéristiques techniques
Le poids de ce submersible est de plus de cinq tonnes (4,5 tonnes). Sa longueur est de 5,6 mètres (18,5 pieds).
Il peut descendre à 3 048 mètres (10 000 pieds).